# نیکولایفکا (شهرستان کارماسکالینسکی، باشقیرستان)
نیکولایفکا (انگلیسی: Nikolayevka, Karmaskalinsky District, Republic of Bashkortostan) یک شهرک در شهرستان کارماسکالینسکی استان باشقیرستان کشور روسیه است.